# Zosterop de ventre llimona
El zosterop de ventre llimona (Zosterops chloris) és un ocell de la família dels zosteròpids (Zosteropidae).

## Hàbitat i distribució
Habita boscos, clars, terres de conreu i manglars de les terres baixes de Lombok, les illes a ponent de Borneo i el Mar de Java, Sulawesi, les illes Petites de la Sonda, les Moluques i les illes Aru.